# Championnat de Mongolie de football 2007
Navigation
Saison précédente Saison suivante
La saison 2007 du Championnat de Mongolie de football est la douzième édition de la MFF League, le championnat de première division en Mongolie. Les neuf formations sont réunies au sein d'une poule unique où elles s'affrontent deux fois au cours de la saison, à domicile et à l'extérieur. Les quatre premiers disputent la phase finale pour le titre. 
C'est le club d'Erchim qui remporte la compétition cette saison après avoir battu en finale Khangarid. Il s'agit du cinquième titre de champion de Mongolie de l'histoire du club.

## Les clubs participants
- Erchim
- Khangarid
- Khasiin Khulguud
- Ulaanbaatar College
- Ulaanbaatar Mazaalai
- Cowboys Oulan-Bator
- Kharaatsai
- Khoromkhon
- Ulaanbaatar United

## Compétition
Le barème de points servant à établir le classement se décompose ainsi :
- Victoire : 3 points
- Match nul : 1 point
- Défaite : 0 point

### Première phase
| Rang | Équipe               | Pts | J  | G  | N | P  | Bp | Bc  | Diff |
| ---- | -------------------- | --- | -- | -- | - | -- | -- | --- | ---- |
| 1    | Khangarid            | 36  | 16 | 11 | 3 | 2  | 57 | 23  | +34  |
| 2    | Erchim               | 33  | 16 | 10 | 3 | 3  | 48 | 14  | +34  |
| 3    | Khoromkhon           | 26  | 16 | 8  | 2 | 6  | 38 | 31  | +7   |
| 4    | Cowboys Oulan-Bator  | 24  | 16 | 7  | 3 | 6  | 26 | 25  | +1   |
| 5    | Khasiin KhulguudT    | 23  | 16 | 7  | 2 | 7  | 42 | 21  | +21  |
| 6    | Ulaanbaatar College  | 23  | 16 | 6  | 5 | 5  | 38 | 32  | +6   |
| 7    | Kharaatsai           | 19  | 16 | 5  | 4 | 7  | 42 | 36  | +6   |
| 8    | Ulaanbaatar Mazaalai | 13  | 16 | 3  | 4 | 9  | 25 | 43  | -18  |
| 9    | Ulaanbaatar United   | 6   | 16 | 2  | 0 | 14 | 16 | 107 | -91  |

|  | Qualification pour la phase finale |
|  | T : Tenant du titre                |

### Phase finale

#### Demi-finales
| Équipe 1  | Résultat | Équipe 2            | Aller | Retour |
| --------- | -------- | ------------------- | ----- | ------ |
| Erchim    | 7 - 2    | Khoromkhon          | 4 - 0 | 3 - 2  |
| Khangarid | 11 - 5   | Cowboys Oulan-Bator | 3 - 3 | 8 - 2  |

### Match pour la troisième place
| Équipe 1   | Résultat | Équipe 2            |
| ---------- | -------- | ------------------- |
| Khoromkhon | 1 - 0    | Cowboys Oulan-Bator |

### Finale
| 1er septembre 2007 | Erchim          | 1 - 0 | Khangarid |  |
|                    | Garidmagnai 55e |       |           |  |

## Bilan de la saison
| Championnat de Mongolie de football 2007 |                   |
| Champion                                 | Erchim (5e titre) |
| Coupes et trophées                       |                   |
| Vainqueur de la Coupe de Mongolie 2007   | Non disputée      |
| Qualifications continentales             |                   |
| Coupe du président de l'AFC 2008         | Aucun             |
| Promotions et relégations                |                   |
| Promus en MFF League                     | Aucun             |
| Relégués en B Division League            | Aucun             |